# ЭР7
ЭР7 (Электропоезд Рижский, 7-й тип) — первый советский электропоезд переменного тока. Заводское обозначение — 62-31. Выпускался с 1957 по 1962 год при совместном участии целого ряда заводов. Впоследствии был налажен крупносерийный выпуск его модернизированной версии — ЭР9.
Заводские обозначения вагонов:
- моторный промежуточный вагон (Мп) — модель 62-32;
- прицепной головной вагон (Пг) — модель 62-33;
- прицепной промежуточный вагон (Пп) — модель 62-34.

## История создания

### Проектирование
Начало электрификации железных дорог переменным током в середине 1950-х годов способствовало началу работ по созданию не только электровозов, но и электропоездов переменного тока. Уже в 1954 году завод «Динамо» им. С. М. Кирова разработал эскизные проекты электрооборудования для моторвагонных электросекций однофазного тока частотой 50 Гц и напряжением 20 кВ. Проекты велись по двум вариантам: с электродвигателями пульсирующего тока (для этого секции оборудовались игнитронными выпрямителями) и коллекторными электродвигателями постоянного тока. Так как в СССР до этого ещё не было электропоездов переменного тока, то в данном случае проектирование велось параллельно сразу по обоим вариантам.
В январе 1958 года проекты были представлены локомотивной комиссии Научно-технического совета Министерства путей сообщения, которая после рассмотрения рекомендовала для постройки первого в Советском Союзе моторвагонного поезда переменного тока принять вариант с применением игнитронных выпрямителей, включённых по схеме моста, и с тяговыми электродвигателями пульсирующего тока. Помимо этого, было дано указание несколько переработать проект, так как напряжение на токоприёмнике должно было теперь составлять 25 кВ. На основании полученных данных, к концу года на Рижском вагоностроительном и Рижском электромашиностроительном заводах был выполнен технический проект десятивагонного электропоезда переменного тока напряжением 25 кВ. Компоновка электропоезда предусматривалась по той же схеме, что и у ЭР1: 5 моторных, 3 промежуточных прицепных и 2 головных прицепных вагона.
Сами вагоны конструктивно были унифицированы с вагонами того же ЭР1. Согласно сохранившимся фотографиям, выходы из вагонов выполнены в расчёте на высокие платформы; данных о переоборудовании выходов в комбинированные (как это произошло с вагонами многих ЭР1) не обнаружено.
К концу 1961 года было построено четыре десятивагонных поезда ЭР7, которые направили для работы в Горький.

### Опытная двухвагонная секция

Опытная секция ЭР7-01

В июле 1959 года на Рижском вагоностроительном заводе приступили к испытаниям первой двухвагонной секции — моторного и головного вагонов нового электропоезда, открывающих серию ЭР7. Моторный вагон имел массу 60,75 т, из которых 32,2 т приходилось на первую тележку. Головной вагон поезда ЭР7-01 весил 37,9 т. Количество мест для сидения — 88. Внешний вид первого моторного вагона серии ЭР7 существенно отличался от последующих серийных: на крыше рядом с токоприёмником-пантографом был установлен главный воздушный выключатель ВОВ-25ЭП, под кузовом — трансформатор ОЦР1000/25, а в специальных камерах, выделенных за счёт пассажирского салона и уменьшения мест для сидения на 22 — электрическое оборудование. В числе прочего, в кузове вагона располагалась изготовленная Всесоюзным электротехническим институтом выпрямительная установка, состоящая из четырёх игнитронов ИС-200/5 (ртутных выпрямителей), соединённых по мостовой схеме, с воздушным охлаждением. Игнитронные установки рассчитаны на работу с номинальным выпрямленным напряжением 1650 В, максимальным обратным напряжением 5000 В и средним током длительного режима 200 А. Трансформатор ОЦР1000/25 стержневого типа с масляным охлаждением номинальной мощностью 973 кВА имел четыре обмотки: первичную на 25 кВ, тяговую мощностью 773 кВА с семью промежуточными регулировочными выводами и напряжением между крайними выводами при холостом ходе 2208 В, обмотку отопления мощностью 100 кВА, напряжением 600 В и вспомогательную обмотку мощностью также 100 кВА и напряжением 220 В. Масса трансформатора с маслом составила 3800 кг. Кроме того, для моторного вагона были спроектированы и изготовлены четыре тяговых двигателя РТ-51Г, рассчитанных на работу с пульсирующим током: самовентилирующиеся, с четырьмя главными и четырьмя дополнительными полюсами. Двигатели устанавливались на раме тележки, как в моторных вагонах электропоездов ЭР1 и ЭР2.
В январе 1960 года опытная секция поступила для испытаний на Экспериментальное кольцо ЦНИИ МПС. Испытания показали возможность выпуска опытного поезда ЭР7 с улучшением отдельных аппаратов, уменьшенной массой вагонов и увеличенным числом места моторном вагоне.

## Общие сведения

### Постройка электропоездов
Первый десятивагонный электропоезд переменного тока ЭР7-01 был выпущен в начале 1961 года: моторные и головные вагоны построены Рижским, промежуточные прицепные — Калининским вагоностроительными заводами, ТЭД и другое электрооборудование изготовлено Рижским электромашиностроительным заводом, трансформаторы — Московским трансформаторным заводом, игнитронные установки — Всесоюзным электротехническим институтом. Состав получил такое же обозначение и номер, как и опытная секция; тем не менее вагоны опытной секции ЭР7-01 в этот состав не входили.
В том же году были построены остальные составы: ЭР7-02, ЭР7-03, ЭР7-04.

### Технические характеристики
Основные параметры электропоезда:
- размеры вагона:
  - длина — 19 600 мм;
  - ширина — 3480 мм;
- мощность ТЭД — 200 кВт;
- выходная мощность — 4000 кВт;
- ускорение:
  - при пуске — 0,6 м/с²;
  - при торможении — 0,8 м/с²;
- конструкционная скорость — 130 км/ч.

Основная композиция электропоезда — 2Пг+5Мп+3Пп (10 вагонов) — полностью соответствует композиции ЭР1. Вообще электропоезд мог формироваться, как и ЭР1, по формуле (Пг+Мп)+0..3×(Мп+Пп)+(Мп+Пг), т.е. сцеплением секций из моторного и прицепного вагонов. Таким образом, также была возможна эксплуатация в композициях:
- 2Пг+4Мп+2Пп (8 вагонов);
- 2Пг+3Мп+1Пп (6 вагонов);
- 2Пг+2Мп (4 вагона).

### Нумерация и маркировка
Система нумерации и маркировки, применённая на поездах серии ЭР7, в целом соответствует принятой для других электропоездов РВЗ (впервые подобная система применена для серии ЭР1). Составы получали номера двухзначного написания (начиная от 01), причём номер 01 получила как опытная электросекция, так и первый десятивагонный поезд серии. Маркировка на лобовой части головных вагонов выполнялась в формате ЭР-7-ХХ, где ХХ – номер состава (без указания номера вагона). Маркировка выполнялась под лобовыми стёклами в центре.
Каждый вагон состава получал свой номер, в котором первые цифры означали номер состава, последние две – номер вагона по комплекту. Маркировка с номерами вагонов выполнялась под окнами посередине вагона (для опытной электросекции - между дверью тамбура и крайним окном салона) и отличалась добавлением двух цифр номера вагона в тот же формат. Моторные вагоны получали чётные номера (02, 04, 06, 08 и 10), головные — 01 и 09, промежуточные прицепные — остальные нечётные (03, 05 и 07).
Также под лобовыми стёклами в центре (над номером) закреплялся логотип РВЗ того времени (пятиконечная звезда с двумя крыльями по бокам и буквами «РВЗ» сверху) — например, на опытной электросекции ЭР7-01 и электропоезде ЭР7-01. Иногда на этом месте ставился рельефный герб СССР с двумя крыльями по бокам — например, на ЭР7К-03. Однако следует отметить, что эта замена могла произойти уже после модернизации и, возможно, и на других поездах серии (в обнаруженных источниках недостаточно данных).

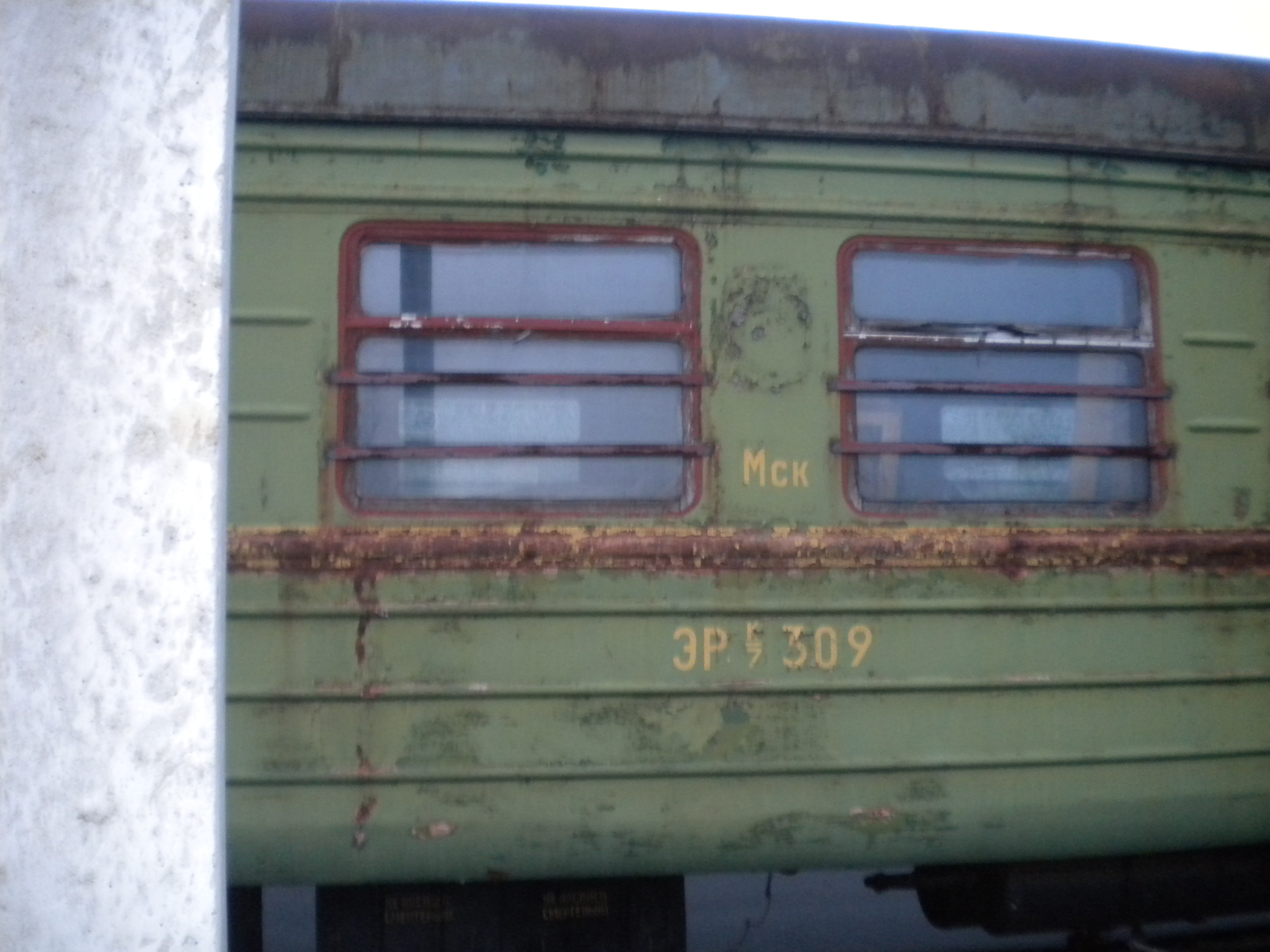
Маркировка на вагоне ЭР7^{К}-309 (по состоянию на 2015 год)

После присвоения обозначения ЭР7К в маркировку были внесены соответствующие изменения. Как именно стали маркироваться составы, эксплуатируемые с пассажирами, неизвестно. Можно лишь предположить, что исчезло тире после букв ЭР с уменьшением шрифта для цифры 7 (как и на других поездах постройки РВЗ), а также появилась буква К (возможно, в верхнем индексе) в конце обозначения типа (т.е. возможные форматы ЭР7К-ХХ, ЭР7К-ХХ и т.п.).
В пользу этих версий можно привести пример с маркировкой, сохранившейся на фотографиях сохранённой для экспериментов на испытательном кольце секции третьего поезда (вагоны 09 и 10). На бортах вагонов уменьшен шрифт цифры 7, буква К нанесена в верхнем индексе (причём цифра расположена под тире, а буква - над тире); из номеров состава и вагонов удалён первый ноль (т.е. вагоны пронумерованы как 309 и 310 вместо 0309 и 0310). Кроме того, маркировка на головной части вагона выполнена полностью аналогично боковой (с тем же особенностями нанесения цифр и букв и трёхзначным номером вагона вместо номера состава).

## Модернизация (модификация) электропоезда ЭР7
Первый электропоезд ЭР7-01 в апреле-мае 1961 года совершал рейсы на участке Ожерелье — Павелец, а затем прошёл испытания на Экспериментальном кольце ЦНИИ МПС. В первое время часто нарушалась фазировка системы управления игнитронами, неудовлетворительно работали сами игнитроны (при скорости выше 100 км/ч из-за тряски давали частые пропуски зажигания), наблюдались и другие дефекты. Бо́льшие преимущества кремниевых (полупроводниковых) выпрямителей по сравнению с игнитронами послужили основанием для проведения подготовительных работ по их применению на моторных вагонах. В мае 1961 года в ЦНИИ МПС под руководством доктора технических наук Б. Н. Тихменева и при участии специалистов заводов было завершено переоборудование моторного вагона ранее построенной двухвагонной опытной секции ЭР7 с игнитронных выпрямителей на кремниевые, расположенные под кузовом вагона и соединённые по мостовой схеме.
19 мая 1961 года первая в Советском Союзе моторвагонная секция ЭР7-01 с полупроводниковым выпрямителем поступила для проведения испытаний на Экспериментальном кольце ЦНИИ МПС. Успешные результаты испытаний моторного вагона ЭР7 с кремниевыми выпрямителями позволили применить их на других моторных вагонах переменного тока. В октябре 1961 года на Перовском заводе по ремонту электроподвижного состава закончилось переоборудование моторного вагона № 102 из электропоезда ЭР7-01 на полупроводниковую выпрямительную установку по схеме ЦНИИ МПС. На протяжении 1962—1963 годов на всех моторных вагонах электропоездов ЭР7-01, ЭР7-03 и ЭР7-04 игнитронные выпрямители были заменены кремниевыми. Поезда получили обозначение ЭР7К. А в конце 1961 года в Риге выпустили двухвагонную секцию (моторный и головной вагоны) серии ЭР9, незначительно отличавшуюся от вагонов электропоездов ЭР7К, по сути являвшейся их разновидностью.
По некоторым данным, электропоезд ЭР7-02 был аналогично переоборудован одновременно с остальными ЭР7 и также получил обозначение ЭР7К.

## Судьба составов

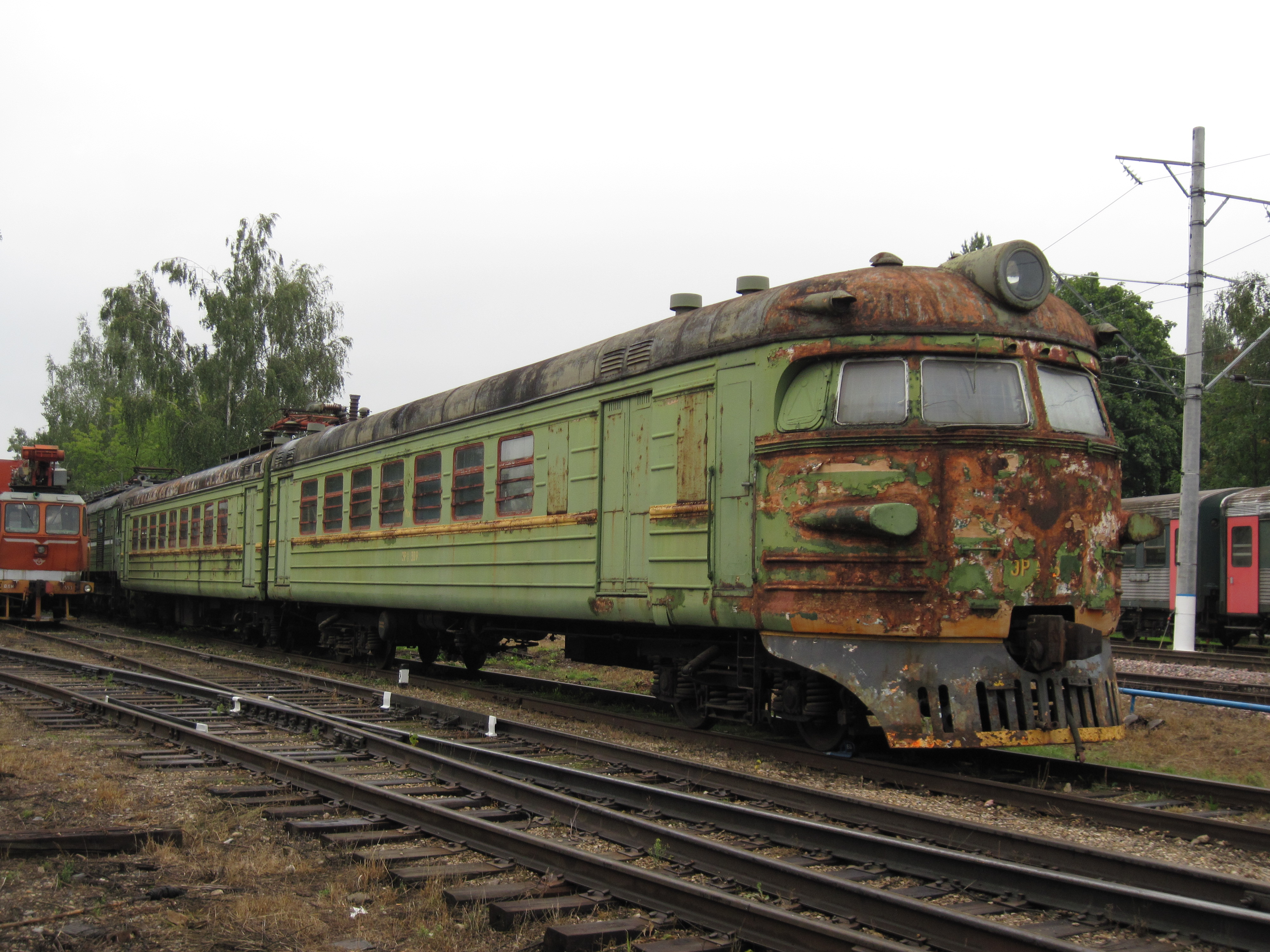
Головная секция электропоезда ЭР7К-03 (ЭР7^{К}-3) на запасных путях кольца ВНИИЖТ (2011 год)

Так как серия была небольшой, то и запасных частей для неё заводы не выпускали. В результате вскоре ремонт составов серии ЭР7 оказался невозможен. В результате этого в 1972 году все электропоезда серии ЭР7 были исключены из инвентарного парка дороги.
По состоянию на 2018 год сохраняется секция ЭР7К (вагоны 309 и 310, использовались на экспериментальном кольце в Щербинке как лаборатория). Судя по сохранившейся маркировке, эта секция в последний раз обслуживалась в 1997 году в ТЧ-3 «Перерва». Отдельные разукомплектованные головные и моторные вагоны сохранились на станциях Нижний Новгород-Сортировочный, Муром, Киров и на базах запаса Сухобезводное, «435 километр» и Агрыз.

### Комментарии
1. ↑  Высокая платформа — платформа, высота которой над уровнем головки рельса (УГР) составляет 1100 мм. Средняя платформа — платформа, высота которой над УГР составляет 550 мм. Низкая платформа — платформа, высота которой над УГР не более 200 мм[1].